# Korunovka purpurová
Korunovka listová (Periphylla periphylla), též korunovka purpurová, je mořský bezobratlý živočich z kmene žahavců, třídy medúzovci. Dosahuje v průměru až 20 cm. České synonymní druhové jméno je odvozeno od purpurového zbarvení ramen, zvonec je rezavohnědý.

## Výskyt
Kromě chladných moří blízko pólů je široce rozšířena. Dává přednost hlubokým otevřeným mořím, ale vyskytuje se i v norských fjordech a ve Středozemním moři.[zdroj?]

## Synonymní názvy
Synonymní názvy jsou:
české:
- korunovka purpurová

vědecké:
- Carybdea periphylla Peron & Lesueur, 1809
- Periphylla dodecabostrycha Haeckel, 1880
- Periphylla dodecabostrycha hyacinthata Steenstrup, 1837
- Periphylla hyacinthata Steenstrup, 1837
- Periphylla regina Haeckel, 1880